# وو تو
وو تو (انگلیسی: Wu You؛ زادهٔ ۲۷ مارس ۱۹۸۴) ورزشکار روئینگ اهل چین است.
وی در مسابقات کشوری و بین‌المللی در مجموع برندهٔ ۱ مدال نقره شده‌است.